# Strata
Strata — американская рок-группа из города Кэмбелл (Калифорния, США), образованная в 2001 году. Группа выпустила два полноценных альбома на лейбле Wind-up Records. Группа распалась после ухода вокалиста Эрика Викторино (англ. Eric Victorino) 19 января 2008 года. В 2014 Strata объявили о своем воссоединении.

## История
В 2001 году, когда группа носила название Downside, музыкантами был выпущен EP Sleep (9 песен). В 2003 году, после смены названия на Strata, группа выпустила семитрековый EP Now the Industry is Outnumbered. Their Factories are Burning Down.

### 2004
В 2004 году группа выпустила дебютный одноимённый полноценный альбом на лейбле Wind-up Records. Альбом попал в музыкальный хит-парад журнала Billboard «Top Heatseekers», где поднялся до 41-й позиции. Альбом содержал большое количество материалов из ранее изданных EP. На два сингла с альбома, «The Panic» и «Never There (She Stabs)», позднее были сняты музыкальные клипы. Песня «Piece By Piece» была использована в качестве саундтрека к фильму «Каратель» и к компьютерной игре Madden NFL 2005. «Never There (She Stabs)» была использована в качестве саундтрека к фильму «Электра». В течение 2004 года группа гастролировала с такими командами, как Alien Ant Farm, Dredg, Sno-Core, Smile Empty Soul, Finger Eleven, Nonpoint и Skindred..

### 2005
В 2005 году вокалист группы Эрик Викторино пишет свою первую на тот момент книгу стихов и прозы. Книга называется Coma Therapy. В книге затрагивается множество проблем, связанных с жизнью как самого Эрика, так и его семьи. Одной из центральных тем книги стала борьба его матери с раком. В ноябре этого же года группа начинает работу над вторым полноценным альбомом.

### 2007
17 июля 2007 года группа выпустила второй полноценный альбом Strata Presents the End of the World с двумя синглами — «Cocaine (We’re All Going to Hell)» и «Stay Young». Критики отметили отход музыкального звучания группы от первоначального нью-металла и гранжа в сторону более атмосферного звука, как у My Chemical Romance или Mars Volta.
В сентябре 2007 года Strata участвует в туре с Kaddisfly. Это был их первый тур в качестве хедлайнеров по западному побережью США. В период с 29 ноября по 16 декабря 2007 года, группа гастролировала по Западному побережью США, начиная с Оринджвейл (Калифорния) и заканчивая в Сан-Франциско.

### Распад
19 января 2008 года вокалист группы Эрик Викторино сообщил о том, что он хочет покинуть группу. Группа была расформирована. В дальнейшем Эрнандес (Ryan Hernandez) и Робисон (Adrian Robison) сформировали новый проект под названием Beta State. Викторино создал новую группу под названием The Limousines и выпустил две книги: сборник прозы и стихов Coma Therapy и Trading Shadows for Sunshine: A Loosely Chronicled Descent into the World of Exercise Bikes and Antidepressants. 17 сентября 2010 года Beta State выпустили свой полноценный альбом под названием Stars. Он доступен на iTunes и исключительно на live105.com.

## Состав
Текущий состав
- Райан Эрнандес — гитара, бэк-вокал, синтезатор
- Грэк Ченчениан — бас
- Эрик Викторино — вокал, гитара
- Энди Бэйли — ударные

Бывшие участники
- Эрик Викторино — вокал
- Патрик Спэйн — ударные
- Эдриан Робинсон — ударные, перкуссия

## Дискография
| Дата релиза  | Название                             | Лейбл                |
| 2001         | Sleep                                | Издан самостоятельно |
| 2003         | Now the Industry…                    | Издан самостоятельно |
| 27 июля 2004 | Strata                               | Wind-up              |
| 17 июля 2007 | Strata Presents the End of the World | Wind-up              |
| 8 марта 2016 | The Sawmill Sessions (EP)            | Издан самостоятельно |

### Синглы
| Год  | Название                            | Modern Rock | Mainstream Rock | Альбом                               |
| ---- | ----------------------------------- | ----------- | --------------- | ------------------------------------ |
| 2004 | «The Panic»                         | —           | 40              | Strata                               |
| 2005 | «Never There»                       | —           | 39              | Strata                               |
| 2007 | «Cocaine (We’re All Going to Hell)» | —           | —               | Strata Presents The End of the World |
| 2007 | «Stay Young»                        | 32          | —               | Strata Presents The End of the World |